# Malčín

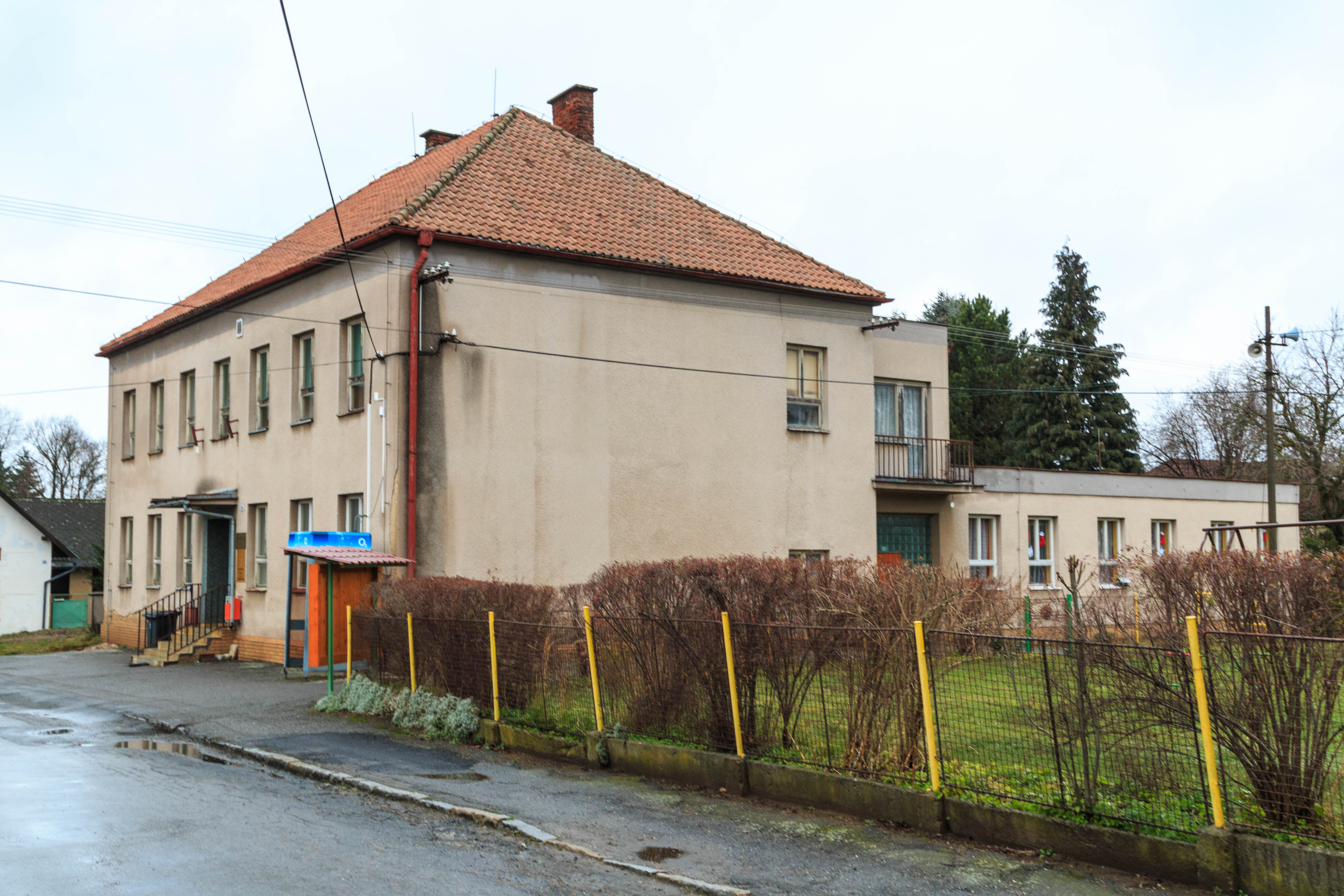
Gemeindeamt

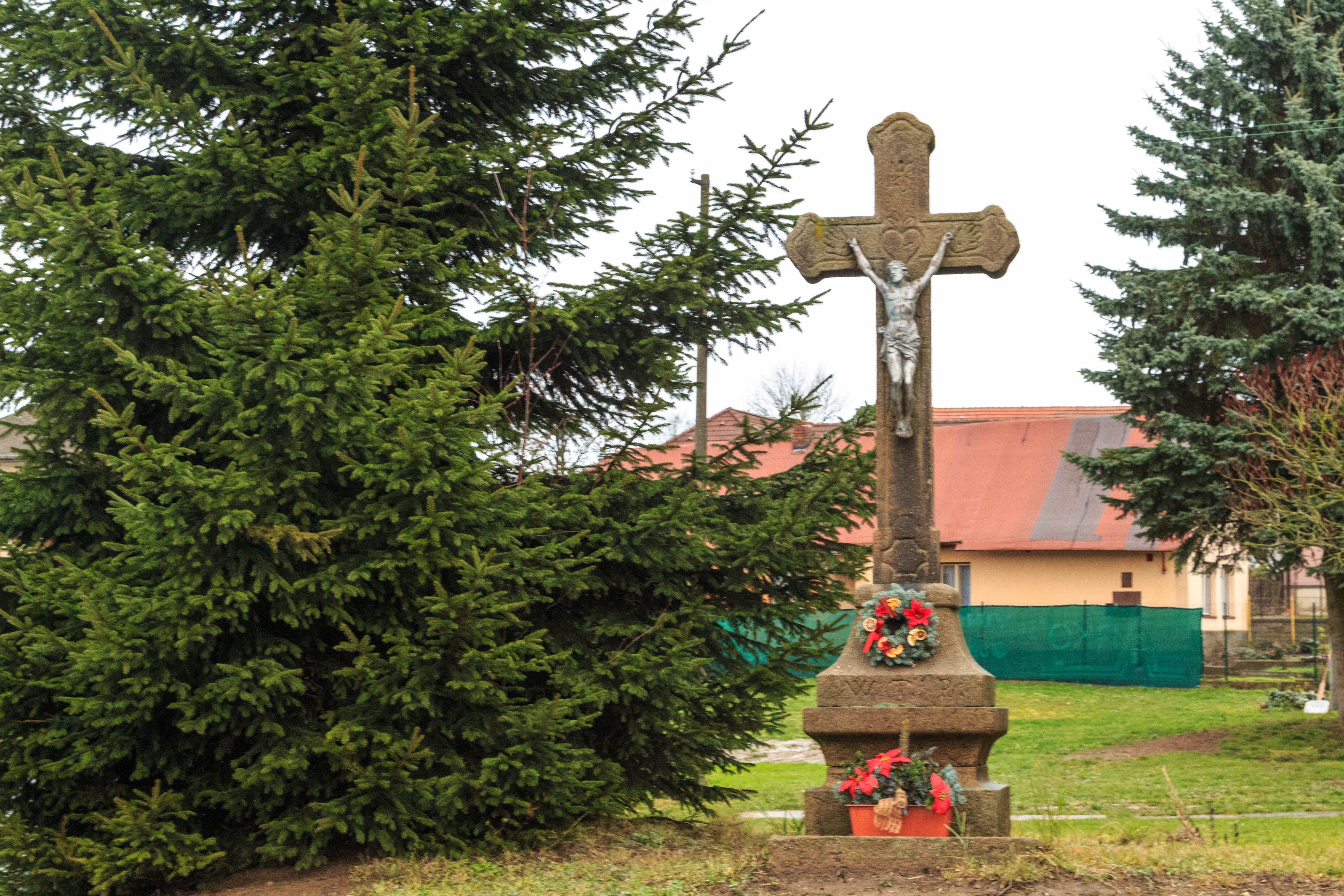
Kreuz

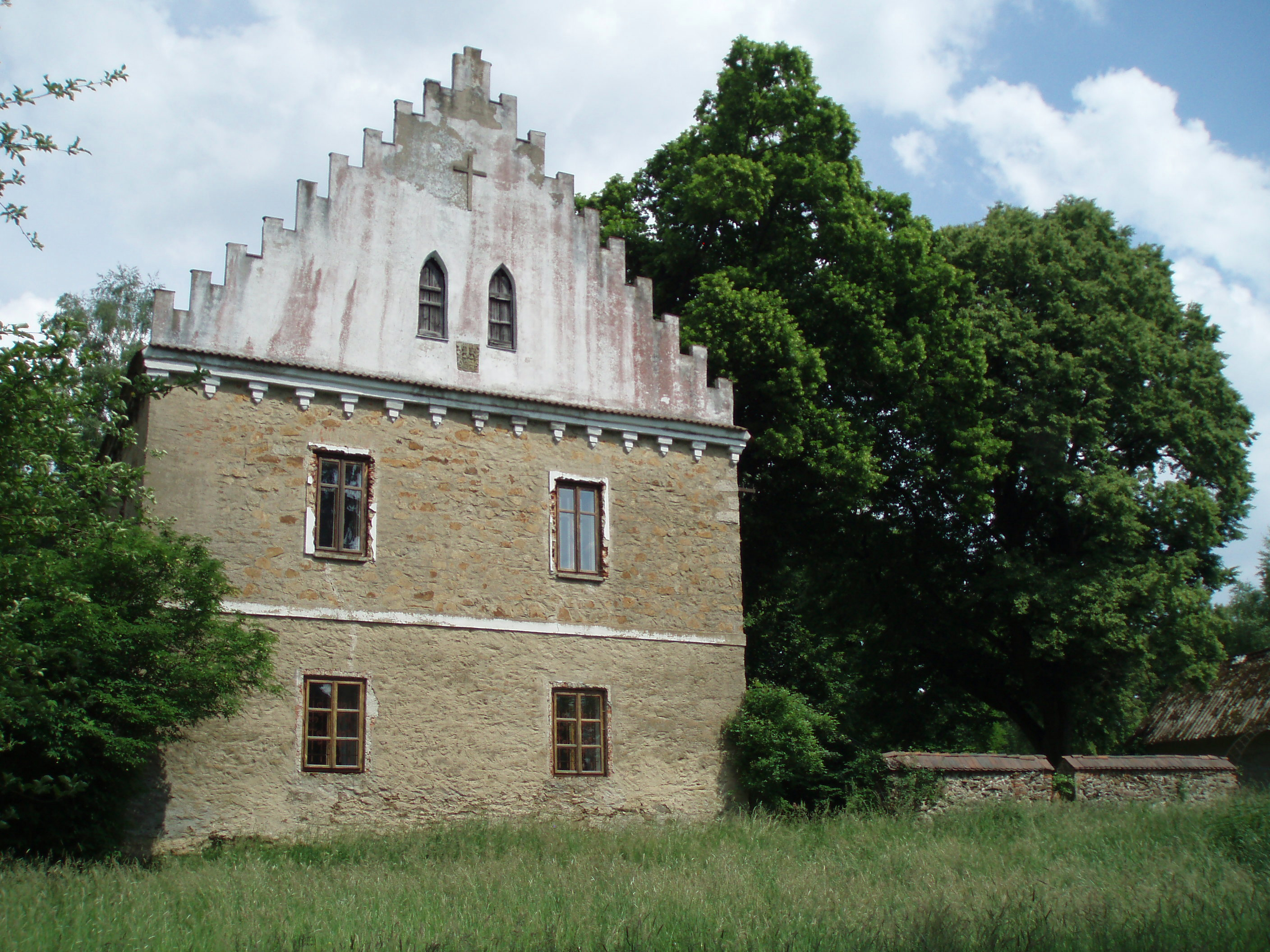
Herrenhaus Komárov

Malčín (deutsch Maltschin) ist eine Gemeinde in Tschechien. Sie liegt fünf Kilometer nordöstlich von Světlá nad Sázavou und gehört zum Okres Havlíčkův Brod.

## Geographie
Das von ausgedehnten Wäldern umgebene Dorf Malčín befindet sich in der Quellmulde des Baches Malčínský potok in der Hornosázavská pahorkatina (Hügelland an der oberen Sázava).  Nördlich erheben sich der Na Homoli (551 m n.m.) und der Vrch (555 m n.m.), im Osten die Bučiny (552 m n.m.), südlich der Vršek (558 m n.m.), im Westen die Homole (554 m n.m.) und nordwestlich die Hejtice (493 m n.m.).
Nachbarorte sind U Jasanů, Zboží und Kněž im Norden, Šrámek, Tis und Kámen im Nordosten, Komárov, Boudův Mlýn, Skuhrovský Mlýn und Skuhrov im Osten, Kopaniny, Janovec und Lučice im Südosten, Dobrá Voda und Pohleď im Süden, Na Obci, Příseka, Světlá nad Sázavou und Horní Bohušice im Südwesten, Služátky und Josefodol im Westen sowie Hejtice, Druhanov, Kučerův Mlýn, Vlčkův Mlýn und Kunemil im Nordwesten.

## Geschichte
Malčín wurde wahrscheinlich durch das Benediktinerkloster Wilmzell im Zuge der Binnenkolonisation des Grenzwaldes zwischen Böhmen und Mähren am oder in der Nähe des Haberner Landessteiges – einem bedeutsamen Handelsweg, der von Čáslav nach Znojmo führte – angelegt. Die erste urkundliche Erwähnung von Maliczin erfolgte 1358 als Besitz des Klosters Wilmzell. Nach der Zerstörung des Klosters durch die Hussiten im Jahre 1421 bemächtigten sich verschiedene Adlige des umfangreichen Klosterbesitzes. Der Überlieferung nach soll Jan Žižka 1422 vor der Einnahme und Zerstörung von Deutschbrod in den Wäldern südlich von Malčín gelagert haben. Nikolaus I. Trčka von Lípa, der 1436 die Herrschaft Lipnice an sich gebracht hatte, schlug das ehemalige Klosterdorf Malčín dieser zu. Später schlossen die Herren Trčka von Lípa Malčín an die Herrschaft Habern an.
1591 wurde das Gut Komárov erstmals erwähnt; die älteste Nachricht von Dobrá Voda stammt aus dem Jahre 1629. Nach dem Tod von Jan Rudolf Trčka von Lípa erwarb 1634 der kaiserliche General Johann Reinhard von Walmerode auf Nymburk die Herrschaft Habern. Er zeigte wenig Interesse an dem neuen Besitz, fand dafür aber keinen Käufer. Im Jahre 1666 kaufte Johanna Eusebia Barbara Zdiarsky von Zdiar die Herrschaft Habern von den minderjährigen Walmerodschen Erben. Die angeheiratete Reichsgräfin Caretto di Millesimo verkaufte Habern 1681 an Johann Sebastian von Pötting und Persing auf Žáky.
Im Jahre 1725 kaufte der Glashüttenmeister Jan Jiří Hogel die Siedlung Dobrá Voda mit den umliegenden Buchenwäldern von Adolph Felix von Pötting und Persing und errichtete dort die Hogelhütte. Zwischen 1726 und 1746 wurde mit der Maltschiner Hütte (Malčínská huť) bei Hejtice eine zweite Glashütte betrieben. 1802 verkaufte Adolph von Pötting und Persing die Herrschaft Habern mit den angeschlossenen Gütern Tieß und Zboží an Johann von Badenthal, von dem sie 1814 sein Sohn Joseph erbte.
Im Jahre 1840 bestand das im Caslauer Kreis gelegene Dorf Maltschin bzw. Malčjn aus 38 Häusern, in denen 311 Personen lebten. Nach Maltschin konskribiert waren die zum Gut Tieß gehörigen einschichtigen Meierhöfe Heytitz (Hejtice) und Komarow (Komárov); in letzterem befand sich auch die Wohnung des herrschaftlichen Jägers. Pfarrort war Lutschitz. Bis zur Mitte des 19. Jahrhunderts blieb Maltschin der Herrschaft Habern untertänig.
Nach der Aufhebung der Patrimonialherrschaften bildete Malčín ab 1849 mit den Ortsteilen Dobrá Voda und Janovec 2. díl eine Gemeinde im Gerichtsbezirk Habern. Ab 1868 gehörte der Ort zum Bezirk Časlau. Franz von Puthon, der 1862 die Grundherrschaft Habern mit Tieß und Zboží erworben hatte, verkaufte sie 1869 an Franz Altgraf von Salm-Reifferscheidt-Hainspach auf Světlá. 1869 hatte Malčín 320 Einwohner und bestand aus 42 Häusern. Nach dem Tode des Franz von Salm-Reifferscheidt fiel die Grundherrschaft 1887 seiner Schwester Johanna verw. von Thun und Hohenstein auf Klösterle und Žehušice zu, 1892 erbte ihr Sohn Joseph Oswald von Thun-Hohenstein-Salm-Reifferscheidt den Großgrundbesitz. Im Jahre 1900 lebten in Malčín 378 Menschen, 1910 waren es 387. 1930 hatte Malčín 341 Einwohner und bestand aus 61 Häusern. 1949 wurde die Gemeinde dem Okres Ledeč nad Sázavou zugeordnet, seit der Gebietsreform von 1960 gehört sie zum Okres Havlíčkův Brod. Beim Zensus von 2001 lebten in den 73 Häusern der Gemeinde 207 Personen, davon 5 in Dobrá Voda (5 Häuser) und 202 in Malčín (68 Häuser).

## Gemeindegliederung
Die Gemeinde Malčín besteht aus den Ortsteilen Dobrá Voda (Guttenbrunn, auch Hogelhütte) und Malčín (Maltschin). Zu Malčín gehören zudem die Einschichten Hejtice (Heytitz) und Komárov (Komarow). Grundsiedlungseinheit ist Malčín.
Das Gemeindegebiet bildet einen Katastralbezirk.

## Sehenswürdigkeiten
- Herrenhaus in Komárov
- Steinernes Kreuz an der ehemaligen Schule in Malčín, errichtet 1829
- Gedenkstein für die Gefallenen des Ersten Weltkrieges in Malčín, enthüllt 1921
- Gedenkstein für den Glashüttenbesitzer Vacslav Welz (1743–1828) in Dobrá Voda
- Gedenkstein für die Glasmacherfamilien Hogel und Welz in Dobrá Voda
- Žižkova studánka (Žižkabrunnen) bei Dobrá Voda
- Žižkův buk (Žižka-Buche) bei Dobrá Voda
- Jan-Žižka-Denkmal bei Dobrá Voda
- Glasmeisterhaus in Dobrá Voda
- Mníškový kámen (Nonnenstein), am Nordhang der Homole